# Ancuya
Ancuya é um município da Colômbia, localizado no departamento de Nariño.